# Феноменологический парадокс
Феноменологи́ческий парадо́кс — утверждение о невозможности самонаблюдения, интроспекции.
Существует две ипостаси сознающего человека:
- естественное, спонтанное состояние сознания как способность воспринимать мир — т. е. целостное состояние Я
- рефлексирующее состояние сознания, которое пытается понять себя, то есть целостное состояние Я

Парадокс в том, что в момент рефлексии спонтанное сознание перестаёт существовать, так как становится рефлексивным сознанием. Иными словами, сознание как целостность перестаёт существовать, а изучать мы можем только сознание Я, каково оно было в прошлом, то есть не сознание как целостность, а память, воображение и пр. элементы сознания.